# Craig Halkett
Craig Halkett (1995. május 29. –) skót korosztályos válogatott labdarúgó, a Hearts játékosa.

## Statisztika

### Klub
2015. szeptember 18-i állapot szerint.
| Klub             | Szezon           | Bajnokság | Bajnokság | Kupa    | Kupa  | Ligakupa | Ligakupa | UEFA    | UEFA  | Összesen | Összesen |
| Klub             | Szezon           | Meccsek   | Gólok     | Meccsek | Gólok | Meccsek  | Gólok    | Meccsek | Gólok | Meccsek  | Gólok    |
| ---------------- | ---------------- | --------- | --------- | ------- | ----- | -------- | -------- | ------- | ----- | -------- | -------- |
| Rangers          |                  |           |           |         |       |          |          |         |       |          |          |
| 2014–15          | 0                | 0         | 0         | 0       | 0     | 0        | -        | -       | 0     | 0        |          |
| 2015–16          | 0                | 0         | 0         | 0       | 0     | 0        | -        | -       | 0     | 0        |          |
| Összesen         | Összesen         | 0         | 0         | 0       | 0     | 0        | 0        | 0       | 0     | 0        | 0        |
| Clyde            | 2014–15          | 10        | 0         | 2       | 0     | 0        | 0        | -       | -     | 12       | 0        |
| Összesen         | Összesen         | 10        | 0         | 2       | 0     | 0        | 0        | 0       | 0     | 12       | 0        |
| Karrier összesen | Karrier összesen | 10        | 0         | 2       | 0     | 0        | 0        | 0       | 0     | 12       | 0        |

## Külső hivatkozások
- Statisztikája a transfermarkt.co.uk-n
- Craig Halkett pályafutásának statisztikái a Soccerbase oldalon (angolul)